# Glody Dube
Glody Dube (* 2. Juli 1978 in Matshelagabedi, North East District) ist ein ehemaliger botswanischer Mittelstreckenläufer, der sich auf den 800-Meter-Lauf spezialisiert hat.
Bei den Leichtathletik-Weltmeisterschaften 1999 in Sevilla erreichte er das Halbfinale, und bei den Olympischen Spielen 2000 in Sydney wurde er Siebter.
Einem fünften Platz bei den Leichtathletik-Hallenweltmeisterschaften 2001 in Lissabon folgte das Erreichen des Halbfinales bei den Weltmeisterschaften 2001 in Edmonton und 2003 in Paris/Saint-Denis sowie ein achter Platz bei den Commonwealth Games 2002 in Manchester.
Bei den Olympischen Spielen 2004 in Athen schied er im Vorlauf aus.

## Persönliche Bestzeiten
- 800 m: 1:44,59 min, 6. Juli 2001, Saint-Denis
  - Halle: 1:46,35 min, 31. Januar 2004,	Stuttgart
- 1000 m: 2:19,53 min, Roodepoort
  - Halle: 2:18,02 min, 2. Februar 2003, Stuttgart
- 1500 m: 3:39,60 min, 24. Mai 2001, Nijmegen (botswanischer Rekord)